# سفره ایرانی
سفره ایرانی فیلمی به کارگردانی  و نویسندگی کیانوش عیاری محصول سال ۱۳۷۹ است.

## بازیگران
- پروانه احمدی
- مهرداد فلاحتگر
- سیامک اشعریون